# Danuta Jarecka
Danuta Jarecka (ur. 21 lipca 1960 w Katowicach) – polska projektantka graficzna, ilustratorka i malarka.

## Życiorys
Córka Krystyny i Juranda Jareckiego, spokrewniona z krakowskim malarzem Zbylutem Grzywaczem. Absolwentka Akademii Sztuk Pięknych w Krakowie. Studia ukończyła na wydziale grafiki w pracowni wklęsłodruku. W 1986 roku wyemigrowała do Stanów Zjednoczonych. W Nowym Jorku kontynuowała edukację w School of Visual Arts i tam podjęła pracę ilustratora, specjalizując się w tzw. ilustracji konceptualnej. Współpracowała z czasopismami takimi jak: “New York Times”, “Washington Post”, “Daily News”, “The Wall Street Journal”, ”Business Week”, "Cosmopolitan". Jej ilustracje zdobiły okładki książek dla wydawnictw: Simon & Shuster, Random House, Columbia University Press, St. Martin’s Press, Henry Holt & Co oraz Znak. Członkini Graphic Artists Guild. W latach 90. nawiązała stałą współpracę z op-ed page w New York Times.
Brała udział w gościnnych wykładach w Parsons School of Design oraz California Institute of the Arts. Jej prace wielokrotnie nagradzane były w prestiżowych konkursach. W dorobku ma liczne wystawy zbiorowe i indywidualne głównie w Stanach Zjednoczonych, ale także na terenie Europy i w Polsce. Od roku 2020 mieszka w Warszawie.

## Nagrody i wyróżnienia
- 1991 – Print Magazine, Design Excellence
- 1995 – Communication Arts, Award of Excellence
- 1996 – The Society of Illustrators, Certificate of Merit
- 1996 – American Illustration, Award of Excellence

## Życie prywatne
Jej ojcem był architekt Jurand Jarecki, projektant wielu modernistycznych budynków w Katowicach.